# Peter Haas
Christian Peter Jonas Haas (født 12. april 1754 i København, død efter 1804 i Berlin) var en dansk-tysk kobberstikker, bror til Georg og Meno Haas.
Han var søn af kobberstikker Jonas Haas. Han har i København stukket en mængde plader til Carsten Niebuhrs rejse i Arabien samt idylliserende og moraliserende genrescener af Daniel Chodowiecki og beslægtede værker af Erik Pauelsen. Haas måtte dog af økonomiske grunde især påtage sig at udføre bestillingsgrafik som bl.a. visitkort, broderimønstre og almanakker. Haas valgte 1786 at følge broderen Meno Haas til Berlin, hvor han fortsatte sin alsidige virksomhed, herunder små portrætstik efter egne forlæg, en serie Berlinprospekter og en række scener fra Frederik den Stores liv. I Berlin kom han også til at møde Chodowiecki. Når han siges at have været medlem af akademierne i Paris og København, forveksles han sikkert med broderen Meno Haas. Han nævnes senest som levende i Berlin i 1804.
Han er repræsenteret i Den Kongelige Kobberstiksamling.

## Værker
- Portræt af Peter Wessel Tordenskiold (1773)
- Illustrationer og og vignetter til Carsten Niebuhr: Reisebeschreibung nach Arabien, 1774-76.
- Ditto til Pehr Forsskål: Icones Rerum Naturalium, 1776.
- Allegori over kunst og videnskab til kronprins Frederik, efter tegning af Georg Haas (1778)
- Illustrationer til Georg Høst: Efterretninger om Marocco og Fez, 1779.
- Portræt af lægen Christian Gottlieb Kratzenstein, efter Paul Ipsen (1781)
- Børsen i Berlin, efter Louis Serrurier (1804)
- Frederik II's død ved Sanssouci 1786